# 赤津三郎左衛門
赤津 三郎左衛門（あかつ さぶろうざえもん、生没年不詳）は、戦国時代の陶芸家。名は三郎右衛門ともいう。

## 経歴・人物
天文から弘治年間の人物。
今川義元の命で尾張瀬戸の品野窯にて全面に釉をかけた茶入れ追覆手を焼いたと伝わる。このことは遠州流の茶入師である別所吉兵衛が著した『別所吉兵衛一子相伝書』に「信濃竃にて義元御好尾州赤津三郎右衛門追覆を焼く今思川と名付」と記されている。